# VK-9 (самолёт)
VK-9 (рус. ВК-9) — литовский многоцелевой пассажирский самолёт укороченного взлёта и посадки, разработанный и построенный конструктором Владасом Кенсгайлой в единственном экземпляре в 2010 году.

## История создания
VK-9 разрабатывался литовским конструктором Владасом Кенсгайлой, в 2010 году Владас построил VK-9 в своей мастерской. В том же году он совершил первый полёт, проект был предложен для серийного производства, но от него отказались. На данный момент является музейным экспонатом Музея литовской авиации (Каунас).

## Описание конструкции
VK-9 является монопланом с низкорасположенным крылом. Основным конструкционным материалом VK-9 является стеклопластик. Самолёт оснащается двумя турбовинтовыми двигателями Lycoming TIO-540-A, установленные в крыльях самолёта.

## Тактико-технические характеристики
Источник данных: https://www.limis.lt/paieska/perziura/-/exhibit/preview/80000006744693?s_id=xf5Fw1GGJrauFlVf&s_ind=1177&valuable_type=EKSPONATAS

Технические характеристики
- Экипаж: 2
- Пассажировместимость: 8
- Длина: 10,74 м
- Размах крыла: 14,17 м
- Высота: 3,83 м
- Масса пустого: 1770 кг
- Максимальная взлётная масса: 2997 кг
- Силовая установка: 2 × Lycoming TIO-540-A
- Мощность двигателей: 2 × 250 л.с.

Лётные характеристики
- Максимальная скорость: 500 км/ч
- Крейсерская скорость: 400 км/ч
- Практический потолок: 6000 м
- Скороподъёмность: 6,7 м/с

## Аварии и катастрофы
4 июня 2016 года VK-9, управляемый 82-летним конструктором Владасом Кенсгайлалой, вскоре после взлёта с аэродрома Пайуосчай совершил вынужденную посадку на поле возле Паневежского аэродрома. Пилот выжил, самолёт не разрушился. Позже VK-9 был восстановлен и отправлен в Музей литовской авиации в Каунасе, но больше не эксплуатировался.